# Horia Damian
Horia Damian (n. 27 februarie 1922, București – d. 13 mai 2012, Paris) a fost un pictor francez de origine română, membru de onoare din străinătate al Academiei Române (din 1993).

## Biografie
Horia Damian s-a născut la 27 februarie 1922 la București și a murit în data de 13 mai 2012 la Paris. Desfășoară pe parcursul vieții o bogată activitate de pictură și sculptură, având la bază studii de arhitectură făcute la București. Expune pentru prima dată la Salonul Oficial în anul 1942 (unde obține Premiul pentru gravură); 1942 reprezintă și anul primei sale expoziții personale.

## Viață și operă
A participat al Bienalei de la Veneția în 1942. Ulterior, ca participant în cadrul Salonului Oficial din 1945, obține Premiul Anastase Simu, care consta și dintr-o bursă, ce i-a permis să ajungă la Paris, unde a avut privilegiul de a studia sub coordonarea lui André Lhote și a lui Fernand Léger.
1952 este anul primei sale expoziții în străinătate (după plecarea din țară), expoziție care va fi urmată de alte manifestări de anvergură. Structura sa de arhitect este ușor descifrabilă în lucrările sale pe pânză, prin rigoarea extraordinară a desenului. Pânzele organizate pe cicluri iconografice tratează de multe ori elemente arhitectonice arhetipale, precum porți, temple, piramide, construcții, capiteluri, frontoane, etc.
A avut numeroase expoziții de pictură și sculptură în America de Nord și Europa și a participat la Bienala de la Veneția și la cea de la São Paolo.
Activitatea artistică a lui Horia Damian cuprinde varii moduri de manifestare: pictură pe pânză, instalații, vitralii ș.a.

## Lucrări ale pictorului Horia Damian
Dintre muzeele care adăpostesc lucrările sale se pot aminti Muzeul Național de Artă al României, Muzeul Zambaccian din București, Muzeul Național de Artă Contemporană și Muzeul Cantini din Marsilia.
Artistul este menționat în dicționarul Bénézit, vol III, p. 339.